# Melanie Gebhard
Melanie Gebhard (* 16. Juli 1980 in Albstadt) ist eine deutsche Musicaldarstellerin.

## Leben
Nach ihrem Abitur am Ernährungswissenschaftlichen Gymnasium in Sigmaringen, absolvierte sie ein Ausbildungsjahr am Berufskolleg für Technik und Medien und begann anschließend eine Ausbildung zur Werbekauffrau mit dem Schwerpunkt Eventorganisation. Nach ihrem Abschluss ging sie nach Hamburg und studierte Gesang, Tanz und Schauspiel an der Stage School. Bereits während ihrer Ausbildung wirkte sie bei mehreren Galas und Shows mit.
Nach ihrem Abschluss an der Stage School Hamburg als „Diplom Bühnendarstellerin in Gesang, Schauspiel und Tanz“ begann sie mit dem Musical „Elisabeth – Die Legende einer Heiligen“ in Eisenach ihre Musicalkarriere.
Schon bald danach war Melanie Gebhard als Elphaba, die grüne Hexe, im Musical „WICKED - Die Hexen von Oz“ zu sehen und es folgten eine Reihe von Rollen in bekannten und beliebten Musicals wie Ghost, Ich war noch niemals in New York, Sister Act, Mozart!, Titanic oder My Fair Lady.
Neben Musicalproduktionen ist Melanie auch in TV-Werbespots (zum Beispiel Salamander Schuhe) und als Solistin bei Galas, Konzerten und TV-Sendungen (zum Beispiel SWR Sonntagstour) zu erleben.
2016 feierte sie ihr Regiedebüt mit dem Wiener-Mundart-Musical „UNSCHULDIG – Der Häfn rockt“.

## Engagements

### Musical und Theater
2020 „Broadway Nights“ – Musicalkonzert auf Tour, Deutschlandtournee von „Bring It On Stage“ Sologesang & Moderation
2019 / 2020 „My Fair Lady“ - Ensemble │ Elbphilharmonie Hamburg Regie: Michael Sturminger │ Choreographie: Sophie Blümel Musikalische Leitung: Alan Gilbert
2017 / 2018 „GHOST – Das Musical“ - Molly / Ensemble │ Stage Theater des Westens Regie: Matthias Davids │ Choreographie: Lee Proud Musikalische Leitung: Ratan Jhaveri
2017 „Titanic“ - Kate Mullins │ Bad Hersfelder Festspiele Regie: Stefan Huber │ Choreographie: Melissa King Musikalische Leitung: Christoph Wohlleben
2016 / 2017 „Mozart!“ - Baronin von Waldstätten / Ensemble │ Theater am Marientor Duisburg & Shanghai Culture Square Theatre Regie: Harry Kupfer │ Choreographie: Dennis Callahan Musikalische Leitung: Ratan Jhaveri
2014 „Dinosaurier! – Das Musical“ - Genevieve / Gertraud │ Theater der Jugend Wien Regie: Werner Sobotka │ Choreographie: Simon Eichenberger Musikalische Leitung: Christian Frank
2012–2013 „Sister Act“ - Mary Nirvana / Ensemble │ Stage Apollo Theater Stuttgart Regie: Carline Brouwer │ Choreographie: Anthony Van Laast Musikalische Leitung: Bernd Steixner
2011–2012 „Ich war noch niemals in New York“ - Lisa Wartberg / Frau Grabsteindl / Ensemble │ Raimund Theater Wien Regie: Carline Brouwer │ Choreographie: Kim Duddy Musikalische Leitung: Koen Schoots
2008–2011 „Wicked – Die Hexen von Oz“ - Elphaba / Ensemble │ Stage Metronom Theater Oberhausen & Stage Palladium Theater Stuttgart Regie: Lisa Leguillou │ Choreographie: Wayne Cilento Musikalische Leitung: Sebastian de Domenico
2008 „Der Fliegende Holländer – Die Rock-Oper“ - Featured Ensemble │ Theaterhaus Stuttgart │ Regie: Rüdiger Benz Musikalische Leitung: Patrick Müller
2007 / 2008 „Elisabeth – Die Legende einer Heiligen“ - Elisabeth / Guda │ Landestheater Eisenach und Stadthalle Marburg Regie: Reinfried Schieszler │ Choreographie: Doris Marlis Musikalische Leitung: Dennis Martin
2007–2008 „Hello, Dolly!“ - Tanz- und Gesangsensemble │ Europatournee Regie: Katja Wolff │ Choreographie: Andrew Hunt Musikalische Leitung: Heiko Lippmann

### Fernsehen, Film und Werbung
2015 „Salamander – Ihre Schuhe sind da!“ – Werbespot TV und Internet, Sprecherin und Sprechrolle als Verkäuferin, Regie: Kurt Pongratz
2011 „SWR Sonntags Tour“ (Folge: „Eine musikalische Albreise durchs schöne Starzeltal“), Gesangssolistin, Regie: Matthias Weik
2008 „Der Dicke“ (Folge: „Glaubensfragen“), Sprechrolle: Krankenschwester Merle, Regie: Bernhard Stephan

### Regie
2020 „Ka Göhd“ – Musical des Vereins „Schmähfabrik“, Haus der Begegnung Wien, Regie & Künstlerische Leitung
2018 / 2019 „MusicalLadies & Friends“ – Die Musicalgala #imländle, Stadthalle Balingen Sologesang, Moderation & Regie
2016 „Unschuldig - der Häfn rockt“ – Musical des Vereins „Schmähfabrik“, Haus der Begegnung Wien, Regie & Künstlerische Leitung